# I. e. 319
Évszázadok: i. e. 5. század – i. e. 4. század – i. e. 3. század
Évtizedek: i. e. 360-as évek – i. e. 350-es évek – i. e. 340-es évek – i. e. 330-as évek – i. e. 320-as évek – i. e. 310-es évek – i. e. 300-as évek – i. e. 290-es évek – i. e. 280-as évek – i. e. 270-es évek – i. e. 260-as évek
Évek: i. e. 324 – i. e. 323 – i. e. 322 – i. e. 321 –  i. e. 320 – i. e. 319 – i. e. 318 – i. e. 317 – i. e. 316 – i. e. 315 – i. e. 314

## Események

### Makedón Birodalom
- A cretopolisi csatában Antigonosz Kis-Ázsiában legyőzi Perdikkasz korábbi hívét, a kappadókiai Eumenészt és beszorítja őt Nora várába.
- Az athéni Demadészről (aki korábban Nagy Sándor egyik kedvelt szónoka volt) a makedón udvarban kiderül, hogy a birodalom korábbi régensével, Perdikkasszal intrikába keveredett, ezért Makedónia kormányzója (és a birodalom régense), Antipatrosz (vagy fia, Kasszandrosz) kivégezteti.
- Az idős Antipatrosz megbetegszik és meghal. A régensi címet nem 36 éves fiára, hanem a tapasztalt Polüperkhónra bízza. Kasszandrosz azonban nem fogadja el az utódlást és Antigonosz, Ptolemaiosz és Lüszimakhosz támogatásával fellázad ellene. Hamarosan Görögország nagy részét a hatalmába keríti.
- Eumenész Polüperkhon mellé áll. Sikerül kiszöknie Nora várából és kisebb hadsereget gyűjt.

### Róma
- Lucius Papirius Cursort és Quintus Aulius Cerretanust választják consulnak. Aulius legyőzi a szamnisz frentanusokat, Papirius pedig a szamnisz helyőrséget befogadó Satricumot veszi ostrom alá. A satricumiak beengedik a rómaiakat, a szamnisz őrséget pedig lemészárolják.[1]

## Születések
- II. Antigonosz makedón király
- I. Pürrhosz épeiroszi király

## Halálozások
- Antipatrosz, makedón hadvezér, Nagy Sándor birodalmának régense
- Demadész, athéni szónok, politikus

## Fordítás
- Ez a szócikk részben vagy egészben  a(z)   319 BC című angol Wikipédia-szócikk ezen változatának fordításán alapul.  Az eredeti cikk szerkesztőit annak laptörténete sorolja fel. Ez a jelzés csupán a megfogalmazás eredetét és a szerzői jogokat jelzi, nem szolgál a cikkben szereplő információk forrásmegjelöléseként.